# Spermacoce polyphylla
Spermacoce polyphylla là một loài thực vật có hoa trong họ Thiến thảo. Loài này được Vell. miêu tả khoa học đầu tiên năm 1829.